# 19. севернодалматинска дивизија НОВЈ
Деветнаеста далматинска дивизија НОВЈ формирана је у првој половини октобра 1943. у Биовичином Селу у Буковици. У њен састав су ушле Пета, Шеста и Седма далматинска бригада са око 3.600 бораца. Под командом штаба дивизије дејстовала је и Група севернодалматинских НОП одреда.
Један део бораца је до 1943. године био у "Велебитској бригади" Динарске четничке дивизије под командом поручника Обрада Бијанка.
Јануара 1944. Седма далматинска бригада прешла је у Лику и тактички је потчињена 35. дивизији. Након њеног званичног уласка у састав 35. дивизије јуна 1944, у Далмацији је формирана Четрнаеста далматинска бригада ради формацијске попуне Деветнаесте дивизије.
Од оснивања, па до краја рата, дивизија је била у саставу Осмог далматинског корпуса. Област северне Далмације била је део области коју је покривао немачки 15. брдски корпус Друге оклопне армије. До почетка децембра 1943. област је држала 114. ловачка дивизија, а затим 264. пешадијска дивизија, 1. пук Бранденбург и 92. моторизовани пук.
Деветнаеста дивизија водила је офанзивне акције против немачких и квислиншких позиција у северној Далмацији, као и у граничним деловима са Ликом, Босном и у средњој Далмацији, у садејству са другим снагама НОВЈ. Против јединица дивизије Немци су организовали више десетина већих и мањих операција, користећи притом осим немачких снага и делове 6. и 7. усташког здруга и Динарске дивизије ЈВуО.
Почетком септембра 1944. услед кризе у Србији Друга оклопна армија била је принуђена да са подручја Деветнаесте дивизије извуче 1. пук Бранденбург и 92. моторизовани пук. Тиме је дошло до промене односа снага и 19. дивизија прешла је у офанзиву против 264. дивизије, усташа и четника. У склопу тих борби дивизија је заузела Бенковац 9. септембра, потукавши немачки ојачани 2. батаљон 891. пука, четничку Бенковачку бригаду и 5. усташку бојну. С обзиром да Бенковац представља кључну средишњу тачку за одбрану северне Далмације, Немци су након тродневне борбе успели да га поново поседну. Након једномесечних борби за околна упоришта, 19. дивизија је 10. октобра коначно ослободила Бенковац.
Након концентрисања осталих снага Осмог корпуса покренута је Книнска операција, којом је ликвидирана основна упоришна тачка на десном крилу немачке „зелене линије“ фронта и уништена 264. дивизија.
Од 20. марта 1945. дивизија је у саставу 4. армије учествовала у Личко-приморској и Тршћанској операцији против немачког 15. и 97. брдског корпуса, који су у овим операцијама уништени.